# Гумпрехт I фон Нойенар-Алпен
Гумпрехт I фон Нойенар-Алпен (на немски: Gumprecht I (III, V) von Neuenahr-Alpen; * 1465; † 5 април 1504) е граф на Нойенар (1468 – 1504), господар на Алпен, Линеп (в Ратинген), наследствен фогт на Кьолн (1484 – 1504) и граф на Лимбург (1484 – 1504). Между 1486 и 1500 г. участва редовно като член делегацията на Курфюрство Кьолн на дворцовите и имперските събрания.

## Биография
Той е син на граф Фридрих фон Нойенар-Алпен († 23 юни 1468, убит при Вахтендонк) и съпругата му Ева фон Линеп († сл. 1483), дъщеря на Дитрих фон Линеп-Хелпенщайн († 1445/46) и Елизабет фон Сайн-Витгенщайн († сл. 1440). Внук е на граф Гумпрехт II фон Нойенар († 1484), наследствен фогт на Кьолн, граф на Лимбург, и Маргарета фон Лимбург († 1479). Брат е на Дитрих II († 1505), през 1481 г. дом-каноник в Кьолн, Елизабет († 1505), омъжена на 20 юни 1492 г. за Йохан фон Лимбург-Бройч († 1511), и (вероятно) Маргарета († 1538), 1504 приорин (майстерин) на Августинския манастир „Св. Барбарае Гартен“ в Райнхаузен. Майка му Ева фон Линеп като вдовица, и синовете ѝ Гобрехт (Гумпрехт) и Дитерих продават на манастира 1480 г. земя в Алпен.
През 1477 г. Гумпрехт I фон Нойенар-Алпен е катедрален каноник в Кьолн. След смъртта на баща му през 1468 г. той наследява Алпен, след смъртта на майка му ок. 1483 г. Хелпенщайн и дворец Линеп, а след смъртта на дядо му Гумпрехт II фон Нойенар през 1484 г. получава също (кондоминиум) части от Графство Лимбург и наследствения фогтай в Кьолн. Той се отказва през 1484 г. от канониката в Кьолн, който получава на 1 юли 1484 г. Ерих II фон Саксония-Лауенбург (1472 – 1522), по-късният епископ на Хилдесхайм и Мюнстер.
Архиепископ Херман IV фон Хесен († 1508) преписва през 1485 г. на граф Гумпрехт I фон Нойенар-Алпен 300 гулдена годишно от митата в Бон и 110 гулдена, 1 марка, 8 шилинга от митото в Линц ам Рейн.
През януари и фервруари 1486 г. Гумпрехт I фон Нойенар-Алпен и чичо му Вилхелм I фон Нойенар са в свитата на Кьолнския архиепископ в изборния ден във Франкфурт на Майн. След короноването на Максимилиан I за римско-немски крал в Аахен Гумпрехт I фон Нойенар-Алпен става рицар през април 1486 г.
През 1487 г. Гумпрехт I получава Алпен от кьолнския архиепископ Херман IV фон Хесен и е в неговата свита на имперското събрание на император Фридрих III в Нюрнберг. През 1489 г. той участва в имперското събрание във Франкфурт на Майн. Император Фридрих III дава през 1489 г. задачата на архиепископ Херман IV да води процес против Дитрих фон Бронкхорст-Батенбург заради опита му да вземе за себе си господството Алпен.
През 1495 г. той е знаменосец и участник на делегацията от Курфюрство Кьолн на имперското събрание във Вормс. Конфликтът между архиепископ Херман IV и Дитрих фон Бронкхорст-Батенбург съдът решава за Гумпрехт I фон Нойенар-Алпен. Гумпрехт I фон Нойенар-Алпен участва в имперското събрание в Линдау 1496/97 г. за архиепископ Херман IV.
През 1499 г. канцлайят на крал Максимилиан I съобщава, че му се дава графството Лимбург, което е дадено през 1442 г. на дядо му Гумпрехт I фон Нойенар. Заради графството Лимбург Гумпрехт I фон Нойенар-Алпен има конфликт със своя зет Йохан фон Лимбург-Бройч, който е разрешен едва 1505 г. след смъртта му. През 1500 г. участва в имперското събрание в Аугсбург.
Граф Гумпрехт I фон Нойенар-Алпен умира на Разпети петък 1504 г. След смъртта му опекуни на малолетните му деца са домдехант Филип фон Даун-Оберщайн (1463 – 1515), който през 1508 г. става архиепископ на Кьолн, и граф Филип II фон Валдек (1453 – 1524), по-късно и братовчед му Вилхелм II фон Нойенар († 1552). Те се грижат и за вдовицата Амалия фон Вертхайм.

## Фамилия
Гумпрехт I фон Нойенар-Алпен се жени 1490 г. (ок. 1502 г.) за графиня Амалия фон Вертхайм (* ок. 1450; † сл. 1532), дъщеря на граф Вилхелм I фон Вертхайм (1421 – 1482), бургграф на Милтенберг, и графиня Агнес фон Изенбург-Бюдинген (1448 – 1497). Те имат двама сина:
- Гумпрехт II фон Нойенар-Алпен (* 1503; † между 17 юни 1552 и 21 юни 1556), граф на Нойенар-Лимбург, господар на Алпен, Хелпенщайн, Линеп, женен I. на 14 февруари 1528 г. за Анна фон Бронкхорст († 1 октомври 1529), II. на 19 март 1536 г. за графиня Кордула фон Холщайн-Шауенбург (* ок. 1516; † между 1 януари и 20 ноември 1542), дъщеря на граф Йобст I фон Холщайн-Шаумбург, III. на 20 ноември 1542 г. за графиня Амьона фон Даун († сл. 1560), дъщеря на Вирих V фон Даун-Фалкенщайн
- Фридрих граф фон Нойенар (* 27 септември 1504; † 1527/26 февруари 1528, Унгария), домхер в „Св. Гереон“ в Кьолн 1508 г., 1515 г. каноник на Кьолнската катедрала и на „Св. Гереон“, записва се да следва в стария университет в Кьолн (Universitas Studii Coloniensis), 1526 до 1527 г. „адиункт“ на имперския камерен съд в Шпайер.